# I'm the Evil Lord of an Intergalactic Empire!
I'm the Evil Lord of an Intergalactic Empire! (яп. 俺は星間国家の悪徳領主！, Ore wa Seikan Kokka no Akutoku Ryōshu!, укр. Я злий лорд міжгалактичної імперії!) — ранобе, написане Йому Мішіма та проілюстроване Надаре Такаміне. Спочатку публікувалося як веброман на сайті Shōsetsuka ni Narō у серпні 2018 року. Згодом була придбана видавництвом Overlap, яке почало випускати її під імпринтом Overlap Bunko у липні 2020 року. Манґа-адаптація з ілюстраціями Кая Надасіми почала виходити на сайті манґи Comic Gardo від Overlap у травні 2021 року. Аніме-серіал, створений студією Quad, вийшов у квітні 2025 року а закінчився у червні 2025 року.

## Сюжет
Головний герой страждає в попередньому житті через свою праведну та добру натуру, зазнає несправедливого звільнення та звинувачень. Істота відома як Провідник, пропонує йому реінкарнацію в новому світі, де він зможе жити егоїстично. Однак після укладання угоди виявляється, що Провідник — злий і всі страждання чоловіка були ретельно сплановані, включно з руйнуванням життя його невірної дружини як останнім ударом.
Проте план Провідника дає збій. Реінкарнований як Ліам Банфілд, герой несподівано веде надзвичайно успішне життя як лорд своєї планети. Його уявлення про зло не збігається з нормами нового світу, а всі його спроби стати тираном лише зміцнюють його владу та приносять процвітання.

## Персонажі
Ліам Сера Банфілд (яп. リアム・セラ・バンフィールド, Riamu Sera Banfīrudo)
Сейю: Нацукі Ханае, Каорі Маеда (дитина), Тошія Міята (попереднє життя)
Проживши жалюгідне життя, будучи доброчесним, Ліам вирішує стати злим у цьому наступному житті. Однак, завдяки поєднанню його довгострокових планів щодо зміцнення та розвитку свого феодального володіння, порівняно з часто корумпованою та ледачою знаттю Імперії, та комічному збігу обставин, він зрештою виглядає як доброзичливий і справедливий правитель. Навіть його прагнення до золота виглядає дивно, оскільки воно має відносно низьку грошову цінність у новому світі порівняно з такими металами, як міфрил та адамантій.
Амагí (яп. 天城)
Сейю: Рейна Уеда
Робот-покоївка зі штучним інтелектом, подарована Ліаму на його п'ятий день народження його матір'ю, перш ніж вона та її чоловік покинули володіння Бенфілдів заради планети Імперської Столиці.
Ніас Карлін (яп. ニアス・カーリン, Niasu Kārin)
Сейю: Аяна Такетацзу
Інженер із Сьомого Імперського Збройового Заводу.
Крістіана Лета Розебреєр (яп. クリスティアナ・レタ・ローズブレイア, Kurisutiana Reta Rōzubureia)
Сейю: Мікако Комацу
Колишня «Принцеса-лицар» Святого Королівства Розбрейєр, захоплена піратською бандою Гоаза та піддана нелюдським тортурам після знищення її дому. Вона та інші жертви врятовані Ліамом після розгрому флоту Гоаза.
Провідник (яп. 案内人, Annainin)
Сейю: Коясу Такехіто
Зловмисний пожирач емоцій, який харчується стражданнями, відчаєм та іншими негативними емоціями. Він перетворив життя Ліама на пекло, допомагаючи його невірній дружині підставляти його у багатьох речах. Оскільки Ліам продовжує досягати успіху в новому світі, незважаючи на всі зусилля Провідника принести нещастя, Ліам продовжує помилково вважати Провідника своїм доброзичливим опікуном, а його почуття вдячності завдають болю та виснажують Провідника.
Ясуші (яп. 安士)
Сейю: Шінічіро Мікі
Браян Бомонт (яп. ブライアン・ボーモント, Buraian Bōmonto)
Сейю: Йодзі Уеда
Батлер, який служить дому Бенфілдів з часів прадіда Ліама.
Гоаз (яп. ゴアズ, Goazu)
Сейю: Тецу Інада
Колишня дружина Ліама. Рудоволоса жінка, яка зрадила йому та народила дочку від свого коханця. Що гірше, вона використовувала його, щоб оплачувати все, і накопичила борги, які переклала на нього; навіть домоглася його звільнення за розтрату, яку вчинив хтось інший. Після того, як Провідник вирішує накликати на неї жахливу невдачу, вона проводить залишок свого життя в жалю; чоловік, який завжди був поруч, помер, і їй не було заради чого жити.

## Медіа

### Ранобе
Написане Йому Мішіма, «I'm the Evil Lord of an Intergalactic Empire!» почало публікуватися як веб-роман на сайті Shōsetsuka ni Narō 15 серпня 2018 року. Згодом було придбане видавництвом Overlap, яке розпочало випуск ранобе з ілюстраціями Надаре Такаміне під імпринтом Overlap Bunko 25 липня 2020 року. Станом на березень 2025 року вийшло десять томів. Ранобе ліцензоване в Північній Америці видавництвом Seven Seas Entertainment.
| №  | Дата виходу     | ISBN                   |
| -- | --------------- | ---------------------- |
| 1  | 25 липня 2020   | ISBN 978-4-86554-694-1 |
| 2  | 25 грудня 2020  | ISBN 978-4-86554-801-3 |
| 3  | 25 квітня 2021  | ISBN 978-4-86554-888-4 |
| 4  | 25 жовтня 2021  | ISBN 978-4-8240-0020-0 |
| 5  | 25 квітня 2022  | ISBN 978-4-8240-0159-7 |
| 6  | 25 грудня 2022  | ISBN 978-4-8240-0359-1 |
| 7  | 25 травня 2023  | ISBN 978-4-8240-0499-4 |
| 8  | 25 січня 2024   | ISBN 978-4-8240-0682-0 |
| 9  | 25 жовтня 2024  | ISBN 978-4-8240-0969-2 |
| 10 | 25 березня 2025 | ISBN 978-4-8240-1113-8 |

Спіноф «I'm the Hero Knight of an Intergalactic Empire!» (яп. あたしは星間国家の英雄騎士！, Atashi wa Seikan Kokka no Eiyū Kishi!) почав виходити на Shōsetsuka ni Narō 16 листопада 2021 року. Згодом його також придбало Overlap, яке розпочало випуск ранобе з ілюстраціями Надаре Такаміне під імпринтом Overlap Bunko 25 грудня 2022 року. Станом на березень 2025 року вийшло чотири томи. Спіноф також ліцензований у Північній Америці Seven Seas Entertainment.
| № | Дата виходу     | ISBN                   |
| - | --------------- | ---------------------- |
| 1 | 25 грудня 2022  | ISBN 978-4-8240-0358-4 |
| 2 | 25 вересня 2023 | ISBN 978-4-8240-0604-2 |
| 3 | 25 червня 2024  | ISBN 978-4-8240-0849-7 |
| 4 | 25 березня 2025 | ISBN 978-4-8240-1112-1 |

### Манґа
Манґа-адаптація з ілюстраціями Кая Надашіми почала виходити на сайті Comic Gardo від Overlap 29 травня 2021 року. Станом на квітень 2025 року опубліковано вісім томів. Манґа також ліцензована в Північній Америці видавництвом Seven Seas Entertainment.
| № | Дата виходу    | ISBN                   |
| - | -------------- | ---------------------- |
| 1 | 25 жовтня 2021 | ISBN 978-4-8240-0030-9 |
| 2 | 25 квітня 2022 | ISBN 978-4-8240-0170-2 |
| 3 | 25 жовтня 2022 | ISBN 978-4-8240-0317-1 |
| 4 | 25 квітня 2023 | ISBN 978-4-8240-0478-9 |
| 5 | 25 жовтня 2023 | ISBN 978-4-8240-0640-0 |
| 6 | 25 квітня 2024 | ISBN 978-4-8240-0811-4 |
| 7 | 25 жовтня 2024 | ISBN 978-4-8240-0990-6 |
| 8 | 25 квітня 2025 | ISBN 978-4-8240-1169-5 |

Для спінофу «I'm the Hero Knight of an Intergalactic Empire!» манґа-адаптація з ілюстраціями Дзю Ішігуті також почала виходити на Comic Gardo 21 липня 2023 року. Перший том танкобону було опубліковано 25 грудня 2023 року. Спіноф-манґа також ліцензована в Північній Америці Seven Seas Entertainment.
| № | Дата виходу    | ISBN                   |
| - | -------------- | ---------------------- |
| 1 | 25 грудня 2023 | ISBN 978-4-8240-0691-2 |
| 2 | 25 червня 2024 | ISBN 978-4-8240-0864-0 |
| 3 | 25 квітня 2025 | ISBN 978-4-8240-1168-8 |

### Аніме
Аніме-адаптацію було анонсовано під час прямого ефіру «5th Overlap Bunko All-Star Roundup Special» 20 жовтня 2024 року. Серіал створений студією Quad під керівництвом режисера Тецуї Янаґісави, сценарій написав Кацухіко Такаяма, дизайном персонажів займається Казуя Морімае, а музику композують Юсуке Сео та Шун Наріта. Прем'єра відбуденься 6 квітня 2025 року, а закінчилась трансляція 22 червня 2025 року в блоці Animazing!!! на всіх афілійованих каналах ANN, зокрема ABC та TV Asahi. Опенінґ «Uchū-teki Mystery» (яп. 宇宙的MYSTERY, Space-Like Mystery), виконує Saishū Mirai Shōjo, а ендонінґ «Nantonaku» (яп. なんとなく, Somehow) виконує Наґі Фуджісакі. Серіал транслюватиметься на Crunchyroll, а Muse Communication ліцензувала його для Південно-Східної Азії.

#### Серії
| № серії | Назва серії                                                                          | Режисер(и)     | Сценарист(и)       | Режисер(и) анімації                   | Оригінальна дата показу |
| --- | ------------------------------------------------------------------------------------ | -------------- | ------------------ | ------------------------------------- | ----------------------- |
| 1 | «Помста» Транслітерація: «Fukushū» (яп. 復讐)                                        | Мізукі Івата   | Кацухіко Такаяма   | Тецуя Янаґісава                       | 6 квітня 2025           |
| У паралельному всесвіті злий лорд Ліам Сера Бенфілд перемагає ворогів. У минулому житті він був офісним працівником із коханою дружиною та донькою. Компанія змушувала його багато працювати за низьку зарплату. Він дізнався про зраду дружини та що його донька називає іншого чоловіка «татом». Згодом виявилося, що донька не його біологічна. Дружина пішла з донькою, яка зізналася, що любить свого справжнього батька більше за Ліама. Після зникнення грошей з компанії Ліама звільнили, змусили працювати будівельником, платити аліменти та повертати нібито вкрадені гроші. Невдовзі він дізнався про смертельну хворобу. Вмираючи, Ліам побачив, що його бос вкрав гроші та був справжнім батьком його доньки, змовившись із його дружиною. Ліам відчайдушно бажає другого шансу, щоб самому експлуатувати інших. Зацікавлений Бог перероджує його у науково-фантастичному/фентезійному світі з розвиненими технологіями та магією. Ліам народжується сином знатного лорда, який править планетою, і починає сіяти нещастя та зло по всій галактиці. |                                                                                      |                |                    |                                       |                         |
| 2 | «Відродження» Транслітерація: «Tensei» (яп. 転生)                                    | Суміто Сасакі  | Кацухіко Такаяма   | Кацухіко Нісідзіма                    | 13 квітня 2025          |
| На свій п'ятий день народження Ліам прокидається на планеті Гідра. Мати дарує йому робота-покоївка зі штучним інтелектом, а батько оголошує про їхній переїзд на Імперську Столичну Планету. Ліам несподівано автоматично стає графом. Тим часом Бог (Провідник) робить так, що боса Ліама викривають та заарештовують, залишаючи колишню дружину Ліама без грошей. Провідник радіє, сподіваючись знову харчуватися стражданнями Ліама в новому житті, але перед зникненням у порталі сяюче цуценя торкається Ліама перед його смертю та переродженням. Принцеса Крістіана Розбрейєр захищає свою планету від флотилії космічних піратів. Ліаму доставляють його ШІ-покоївка Амаґі. Ліам дізнається, що в цьому всесвіті люди живуть до 600 років. Батлер попереджає про упередження проти ШІ через їхню спробу знищити людство. Батьки Ліама втекли, залишивши йому великі сімейні борги. Ліам розробляє план, програмуючи Амаґі трьома правилами: захищати Ліама, підкорятися наказам та не допускати шкоди собі. Потім він домовляється провести 6 місяців в Освітній Капсулі для отримання десятирічної освіти. |                                                                                      |                |                    |                                       |                         |
| 3 | «Шлях спалаху» Транслітерація: «Issenryū» (яп. 一閃流)                               | Мізукі Сакума  | Кацухіко Такаяма   | Такаші Ватанабе                       | 20 квітня 2025          |
| Ліам виходить з Освітньої Капсули через два роки. Амаґі покращила фінанси Гідри, але через брак коштів техніка потребує ремонту. Ліам вчиться пілотувати робота та битися у «майстра» Ясуші, який насправді шахрай. Крістіана приймає мирну пропозицію пірата Гоаза, але потрапляє в пастку, і її планету Містерія захоплюють. Три роки Ясуші «тренує» Ліама, нічого не навчаючи. Ліам просить навчити його секретному мистецтву Ясуші, і той, вигадавши відмовку, отримує від Ліама більше грошей за «залишення». Ліам виявляє корупціонера-чиновника та страчує його, обіцяючи очистити уряд. Амаґі пропонує замінити чиновників на 30 ШІ-покоївок. Громадяни невдоволені стратою, але задоволені покращенням освіти та будівництва шкіл. Ліам повертається до тренувань з пілотування робота. Ясуші, боячись викриття, радить Ліаму старого робота зі складним ручним керуванням. Командир пропонує робота прадіда Ліама. |                                                                                      |                |                    |                                       |                         |
| 4 | «Перша битва» Транслітерація: «Uijin» (яп. 初陣)                                     | Такаші Андо    | Кацухіко Такаяма   | Тецуя Янаґісава                       | 27 квітня 2025          |
| Ліам ремонтує робота прадіда Алістера, «Евід». Амаґі підозрює шахрайство Ясуші. Ліам викликає інженера Ніас Карлін для ремонту «Евіда». Ясуші одержимий Ніас, але вона його ігнорує. Ясуші ускладнює фальшиві тренування Ліама. Гоаз катує полонену Крістіану. Ніас відновлює «Евід» як повністю ручного робота без ШІ. Через ментальне керування, «Евід» робить непристойні рухи, коли Ліам відволікається на Ніас. Ясуші з ревнощів ще більше ускладнює тренування. Ліам впадає у відчай через відсутність прогресу у «Шляху Спалаху», і Амаґі намагається натякнути на нечесність Ясуші. Ліам помилково вважає, що йому потрібно більше тренуватися, і через кілька років магією створює справжній «Шлях Спалаху». Ясуші, наляканий неймовірною майстерністю Ліама, знову переконує його у необхідності подальших тренувань. Пірати атакують одну з шахтарських планет Ліама, і він вирішує випробувати свої навички, пілотуючи «Евіда». Використовуючи «Шлях Спалаху», Ліам знищує 30 % флоту піратів, захоплює 10 % і дозволяє 60 % втекти. |                                                                                      |                |                    |                                       |                         |
| 5 | «Медова пастка» Транслітерація: «Hanītorappu» (яп. ハニートラップ)                   | Учіборі Масато | Кацухіко Такаяма   | Хісаші Сайто                          | 4 травня 2025           |
| Гоаз наказує стратити свою боягузливу флотилію вторгнення. Амаґі повідомляє, що з 10 000 кораблів Ліама справні лише 3000, тому він вирішує придбати нові. Тим часом Ніас намагається продати свої нові бойові кораблі, оскільки генерали Імперії наполягають на купівлі кораблів у її конкурентки, лейтенантки Юлізії Морізель, чиї кораблі збудовані для розкоші. Вона раптово розуміє, що її кораблі можуть зацікавити Ліама. Провідник вирішує відвідати Ліама, впевнений, що його негативні емоції накопичилися через борги батьків та шахрая-майстра меча. Однак він виявляє, що Ліам відновив економіку своєї планети та став майстром меча. Ліам вирішує купити вживані кораблі, які Імперія замінює на розкішні, тому Провідник забезпечує, щоб екіпажі складалися з чесних офіцерів, які не терпітимуть таких злих людей, як Ліам, і повстануть проти нього. Ніас відвідує Ясуші, щоб порадитися, як підійти до Ліама. Ясуші вважає, що вона його спокушає, і розповідає їй про свій фетиш до одягу. Вважаючи, що він говорить про Ліама, Ніас приходить на зустріч у сексуальній білизні. Ліам, якому це нагадує його колишню дружину, не вражений. Попри домовленість про купівлю імперських кораблів, він також погоджується купити кораблі Ніас, щоб вона перестала роздягатися. Батлер Ліама, який хвилюється, що Ліам ніколи не одружиться зі справжньою жінкою, бачить у Ніас надію.                    |                                                                                      |                |                    |                                       |                         |
| 6 | «Острів скарбів» Транслітерація: «Takarajima» (яп. 宝島)                             | Такафумі Андо  | Кацухіко Такаяма   | Хісаші Сайто                          | 11 травня 2025          |
| Ліам отримує нові кораблі. Ясуші впевнений, що Ліам спокушає Ніас, і клянеться помститися. Ніас обмінює захоплені піратські кораблі Ліама, які вона хоче вивчити. Ліам помічає собаку на піратському кораблі, який приводить його до навігаційної кімнати. Там Амаґі виявляє, що піратські кораблі регулярно курсують між варп-брамами Домус і Пальмонія. Ліам впевнений, що там знаходиться їхня штаб-квартира, повна награбованого, тому він називає це Островом Скарбів і вирішує захопити його. Гоаз клянеться помститися Ліаму та веде свій флот до брами Пальмонія. Ліам прибуває до брами Домус, але командувач Домуса відмовляє йому, оскільки він не може сплатити за варп-перехід. Гоаз легко підкуповує командувача Пальмонії, щоб той пропустив його кораблі. Ліам знову помічає собаку біля кабінету командувача Домуса. Командувач Домуса бачить кораблі Гоаза, що наближаються, і підкуповує своїх людей, щоб ті втекли, і всі могли стверджувати, що нічого не бачили. Собака приводить Ліама до порожньої диспетчерської. Ліам вважає, що командувач Домуса зглянувся над ним і активував браму, хоч і в неправильному напрямку, тому Ліам швидко змінює напрямок і повертається на свій корабель. Різка зміна напрямку всередині брами випадково відправляє Гоаза до варп-брами Імперського Навчального Центру, заповненого 70 000 кораблів. Ліам веде свій флот через браму та атакує Острів Скарбів. |                                                                                      |                |                    |                                       |                         |
| 7 | «Принцеса Лицар» Транслітерація: «Hime kishi» (яп. 姫騎士)                           | Юру Кубо       | Кацухіко Такаяма   | Кацухіко Нісідзіма                    | 18 травня 2025          |
| У минулому Гоаз наказав своєму лікарю видалити очі Крістіани та імплантувати їх у руки, щоб вона могла спостерігати за своїм каліцтвом. У теперішньому часі Ліам захоплює Острів Скарбів, і собака приводить його до камери тортур. Лікар з гордістю демонструє своїх жертв, очікуючи враження Ліама. Ліам страчує лікаря. Крістіана благає Ліама покласти край їхнім стражданням. Натомість Ліам наказує витратити величезні статки Гоаза на медичні процедури для повного відновлення їхніх тіл. Дізнавшись про його нове багатство, Ніас знову використовує «метод спідниці», намагаючись переконати Ліама купити ще більше кораблів. Амаґі підраховує, що вони можуть дозволити собі 5000, і перш ніж Ліам встигає її зупинити, Ніас тікає, щоб розмістити замовлення на 5000 нових кораблів. Побачивши Ніас, яка тікає, засвітивши білизну, Ясуші дає Ліаму ще одне фальшиве тренування для захисту від 1000 дронів із зав'язаними очима. Ясуші радіє, що нарешті дасть Ліаму прочуханки, але Ліам раптово винаходить щит магічної енергії, який знищує дрони. Наляканий тим, що Ліам може скоро зрозуміти його обман, Ясуші оголошує Ліама Майстром Шляху Спалаху, а потім швидко йде у відставку з посади його інструктора. Ліам посилає молитви подяки Провіднику за чудове друге життя. Відчуваючи огиду до його вдячності, Провідник клянеться будь-яким способом занурити Ліама у відчай.                     |                                                                                      |                |                    |                                       |                         |
| 8 | «Проєкт Гарем» Транслітерація: «Hāremu keikaku» (яп. ハーレム計画)                   | Суміто Сасакі  | Кацухіко Такаяма   | Кацухіко Нісідзіма                    | 25 травня 2025          |
| Ліам вирішує посилити свою репутацію зла, накопичуючи гроші та створюючи гарем. Сер Томас з торговельної компанії Henfry продає Ліаму золото як ознаку його багатства. Проте Томас не розуміє, чому Ліам вважає золото цінним, адже його часто викидають як сміття. Ліам дещо розчарований, адже створення гарему не сприймається як щось дуже зле, а навпаки, очікується від нього як від Графа. Крім того, Браян дуже прагне, щоб Ліам мав спадкоємця. Вважаючи, що злий лорд повинен бути ненависним, Ліам наполягає на виборі лише тих жінок, які його не люблять, чим спантеличує Браяна. Ліам вирушає шукати таких жінок, але виявляє, що модний жіночий одяг на Гідрі сильно відрізняється від японського і зовсім не сексуальний. Амаґі зазначає, що всі його служниці були найняті з розумінням, що їх можуть попросити переспати з ним, і вони охоче носитимуть будь-який одяг, який він забажає. Ліам розчарований, оскільки неможливо відчувати себе злим лордом, що нав'язує свою хіть бідним жінкам, коли кожна жінка на Гідрі бажає його. Крістіана прокидається в лікарні та виявляє, що її тіло повністю відновилося до підліткового віку, тому вона вирішує присвятити своє життя відплаті Ліаму за порятунок. |                                                                                      |                |                    |                                       |                         |
| 9 | «Масове виробництво покоївок» Транслітерація: «Ryōsan-gata meido» (яп. 量産型メイド) | Такафумі Андо  | Кацухіко Такаяма   | Сусуму Нісізава                       | 1 червня 2025           |
| Провідник лютує, що почесні офіцери не зрадили Ліама, бо їм подобається працювати на нього. Ясуші виявляє, що його ім'я назавжди пов'язане з Ліамом, незалежно від того, як далеко він намагається втекти. Гоазу вдається втекти від Імперського флоту з 30 000 своїх кораблів, і під впливом Провідника він знову вирішує націлитися на Ліама. Ліам нарікає, що навіть прийоми їжі нудні, адже вони занадто цивілізовані для ненажерливого злого лорда. Амаґі пропонує запросити потенційних кандидаток для гарему на вечерю, але це лише засмучує його, адже Амаґі, будучи AI, не ревнує до інших жінок. Тим часом його масово вироблені AI-покоївкам стає нудно, оскільки прибирання його маєтку займає більшу частину їхнього часу. Їх також дивує, що Амаґі забороняє їм бути надто близько до Ліама, якщо це може вплинути на його репутацію, навіть видаляючи їхні спогади про соціальні взаємодії, хоча сама має сексуальні стосунки з Ліамом. Гоаз вторгається на територію Ліама, вимагаючи грошей та красивих жінок-заручниць. Амаґі розраховує, що в разі бою Ліам має лише 4 % шансів на перемогу. Час раптово зупиняється, і Провідник звертається безпосередньо до Ліама, стверджуючи, що хоче допомогти Ліаму швидше погасити його борги, і вказує, що крім нагороди за голову Гоаза, його 30 000 кораблів містять ще більше багатства, ніж Острів Скарбів. Ліам оголошує негайну війну Гоазу.           |                                                                                      |                |                    |                                       |                         |
| 10 | «Вирішальна Битва» Транслітерація: «Kessen» (яп. 決戦)                               | Суміто Сасакі  | Кацухіко Такаяма   | Тецуя Янаґісава                       | 8 червня 2025           |
| Ліам стає нетерплячим після трьох днів без бою, адже війна в космосі між тисячами кораблів на відстані сотень миль вимагає значної стратегії ще до початку бойових дій. Гоаз раптово жертвує 500 кораблів, щоб порушити стрій Ліама, потім втрачає ще більше кораблів від бомб, які Ліам приховав за допомогою магії. Однак Гоаз проривається вперед завдяки чисельній перевазі, приховуючи свій флагман за силовими полями. Браян закликає Ліама зробити те саме зі своїм флагманом, пожертвувавши кораблями першої лінії в надії, що затримка дозволить прибути імперським підкріпленням. У натхненній промові Ліам відмовляється віддати Гоазу хоча б один корабель і вилітає на «Евіді». Коли Ліам більше не на борту флагмана, Амаґі може перемістити його на передову та використовувати його потужніші гармати та броню. Лицарі Ліама йдуть за ним у бій, незважаючи на значну чисельну перевагу ворога. Права рука «Евіда» починає ламатися через постійне використання Ліамом «Шляху Спалаху», і Амаґі розраховує, що їхні шанси на перемогу впали з 4 % до 1.2 %. Меч Ліама розбивається, але його рятує від неминучої смерті Крістіана на своєму новому роботі «Неван», наданому Юлісією. Ліам викликає новий меч і завдає потужного удару, який знищує понад половину залишків флоту Гоаза, збільшуючи їхні шанси до 83 %. З перемогою на видноті Ліам наближається до флагмана Гоаза.                       |                                                                                      |                |                    |                                       |                         |
| 11 | «Злий Лорд» Транслітерація: «Akutoku Ryōshu» (яп. 悪徳領主)                          | Такафумі Андо  | Кацухіко Такаяма   | Тецуя Янаґісава                       | 15 червня 2025          |
| Бачачи, з якою радістю Крістіана розправляється з піратами, її лицарі побоюються, що роки тортур затьмарили її розум. Офіцери Ліама вважають, що він може бути найдостойнішим Лордом в Імперії. Амаґі наказує всім кораблям стріляти по силовому полю Гоаза, пробиваючи отвір, щоб Ліам міг пройти. Попри усвідомлення того, що втеча з поля бою, як боягуз, покладе край його піратській кар'єрі, Гоаз вирішує тікати, кинувши свій флот напризволяще. Перш ніж він встигає втекти, Ліам знищує двигуни та рятувальні кораблі. Залишивши Евіда ззовні, Ліам разом зі своїми людьми входить на флагман у пошуках Гоаза. Почуття щастя Ліама викликає у Провідника фізичну нудоту, тому з відчаю він наділяє Гоаза надлюдською силою та непробивною шкірою. У відповідь з'являється сяючий пес, який приводить Ліама до золотого куба, що випустив Гоаз, а потім до скарбниці, повної антикваріату, де Ліам бере як трофей вишукану катану. З'являється Гоаз, і Ліам ламає свій меч об його шкіру, що змушує його використати вишукану катану. Якимось чином катана відтинає Гоазу кінцівки, і хоча той пропонує всі свої таємні скарби, щоб залишитися живим, Ліам відтинає йому голову, аби отримати імперську винагороду. |                                                                                      |                |                    |                                       |                         |
| 12 | «Родина» Транслітерація: «Kazoku» (яп. 家族)                                         | Takashi Ando   | Katsuhiko Takayama | Tetsuya Yanagisawa & Susumu Nishizawa | 22 червня 2025          |
| Крістіана завершує лікування, а Ліам, перемігши Гоаза, отримує запрошення на імперську планету, де його родина намагається вимагати гроші. Коли вони задумують усунути його з посади та вбити, Амагі дізнається про змову та переконує Імперського канцлера захистити Ліама. Незважаючи на намір Амагі піти, щоб захистити репутацію Ліама, він переконує її залишитися. Ліам повертається додому, щоб продовжити своє життя як Злий Лорд. |                                                                                      |                |                    |                                       |                         |

## Нотатки
1. 1 2  ABC та TV Asahi призначили прем'єру серіалу на 5 квітня 2025 року о 26:00, тобто фактично на 6 квітня о 2:00 ночі за японським часом.
2. 1 2 3  Інформація про виробничий персонал взята з фінальних титрів кожного епізоду.
3. 1 2  Серія 1 і 2 були показані на Abema 25 березня 2025 року.
4. ↑  Прем'єра 3 серії відбулася на Abema 29 березня 2025 року.
5. ↑  Цей епізод вийшов в ефір о 2:30 ночі за японським часом, через 30 хвилин після оригінального часу виходу в ефір на телеканалі ABC[46].